# Ufficio prevenzione generale e soccorso pubblico
L'Ufficio prevenzione generale e soccorso pubblico (sigla UPG e SP) è un ufficio operativo della Polizia di Stato presente in tutte le questure d'Italia che si occupa principalmente di servizi di pronto intervento su richiesta dei cittadini. All'interno di questo ufficio opera il C.O.T. (Centrale Operativa Telecomunicazioni) che inoltra le richieste di intervento, ricevute dagli operatori telefonici, agli equipaggi sul territorio. 

## Storia
Storicamente l'ufficio nasce col nome di "squadra volante", operativamente connesso con il numero di emergenza "113".

Dal 2011, in seguito ad una direttiva comunitaria sono iniziate le fasi sperimentali per la graduale sostituzione di tale numero telefonico con il numero unico di emergenza (NUE) "112".
Risponde la centrale unica di risposta che valuta a chi deve essere inoltrata la chiamata (non solo alla Polizia di Stato)